# Svartskog
Svartskog är en ort i den nordvästra delen av Nordre Follo kommun i Akershus fylke i sydöstra Norge. Orten ligger mellan Gjersjøen och Bunnefjorden. Området är i motsats till andra delar av den tidigare kommunen Oppegård tunt befolkad. Oppegårds kyrka ligger i Svartskog, och nära sjön ligger Roald Amundsens hem Uranienborg. Det har varit ett museum sedan 1935 och en staty av Amundsen avtäcktes 1972.
Delar av området vid Svartskog blev år 2008 skyddade som Svartskogs landskapsvernområde och Delingsdalens naturreservat. Det finns också stora friluftsområden vid fjorden, bland annat Ingierstrands bad.
En av kvinnorna som Thomas Quick dömdes för att ha mördat, och sen fick resning för, Trine Jensen, hittades här. Det är också rätt nära Myrvoll, fyndstället till en annan av Thomas Quick påstådda offer, Gry Storvik.